# Aéroport d'Elmira/Corning
L'aéroport régional d'Elmira/Corning(code IATA : ELM • code OACI : KELM • code FAA : ELM) est un aéroport public dans le comté de Chemung, New York, sept miles au nord-ouest d'Elmira et de huit miles à l'est de Corning. 

## Situation et accès

### Carte des aéroports dans l'État de New York
Note: Newark-Liberty n'est pas techniquement situé dans l'État de New York mais figure sur cette carte.

| \| 50 km1:1 725 000 \| Albany Binghamton Buffalo · Niagara Elmira/Corning Ithaca Long · Island LaGuardia Newburgh · Stewart Niagara · Falls Newark JFK Plattsburgh Rochester Syracuse Watertown Westchester |
| 50 km1:1 725 000 |

## Compagnies aériennes et destinations

### Passager
| Compagnies       | Destinations                               |
| ---------------- | ------------------------------------------ |
| Allegiant Air    | Orlando-Sanford, St. Petersburg-Clearwater |
| Delta Connection | Détroit En saison: Atlanta H.-Jackson      |

Édité le 25/02/2017